# William McCreery (Politiker, 1786)
William McCreery (* 17. Mai 1786 in Omagh, Irland; † 27. September 1841 in Fairfield, Pennsylvania) war ein irisch-amerikanischer Politiker. Zwischen 1829 und 1831 vertrat er den Bundesstaat Pennsylvania im US-Repräsentantenhaus.

## Werdegang
Im Jahr 1791 kam William McCreery mit seinen Eltern aus seiner irischen Heimat in das Westmoreland County in Pennsylvania. In seiner neuen Heimat besuchte er eine Privatschule. Im Jahr 1812 zog er nach Paris im Washington County, wo er in der Landwirtschaft arbeitete. In den 1820er Jahren schloss er sich der Bewegung um den späteren Präsidenten Andrew Jackson an und wurde Mitglied der von diesem 1828 gegründeten Demokratischen Partei. Zwischen 1824 und 1827 saß er als Abgeordneter im Repräsentantenhaus von Pennsylvania. Er wurde auch im Straßen- und Kanalbau tätig und war zwischen 1826 und 1831 am Bau des Pennsylvania State Canal sowie einer Staatsfernstraße beteiligt.
Bei den Kongresswahlen des Jahres 1828 wurde McCreery im 15. Wahlbezirk von Pennsylvania in das US-Repräsentantenhaus in Washington, D.C. gewählt, wo er am 4. März 1829 die Nachfolge von Joseph Lawrence antrat. Da er im Jahr 1830 nicht bestätigt wurde, konnte er bis zum 3. März 1831 nur eine Legislaturperiode im Kongress absolvieren. Seit dem Amtsantritt von Präsident Jackson im Jahr 1829 wurde innerhalb und außerhalb des Kongresses heftig über dessen Politik diskutiert. Dabei ging es um die umstrittene Durchsetzung des Indian Removal Act, den Konflikt mit dem Staat South Carolina, der in der Nullifikationskrise gipfelte, und die Bankenpolitik des Präsidenten.
Zwischen 1831 und 1833 arbeitete McCreery für die Finanzbehörde in Pittsburgh. Von 1833 bis 1836 war er erneut Abgeordneter im Repräsentantenhaus von Pennsylvania. Im Jahr 1835 wurde er Aufseher über den Pennsylvania State Canal. Später wurde er amtierender Vorsitzender des Pennsylvania Board of Canal Appraisers. Dieses Amt bekleidete er bis zu seinem Tod.